# حارة ماجل الأمير (أزال)

تعديل مصدري - تعديل

حارة ماجل الأمير هي إحدى حارات حي ظهر حمير بمديرية أزال إحد مديريات العاصمة اليمنية صنعاء، بلغ تعداد سكانها 3523 نسمة حسب تعداد اليمن لعام 2004.